# Greatest Remixes
Albums de Good Charlotte
Good Morning Revival
(2007) Cardiology
(2010)
Greatest Remixes du groupe Good Charlotte est une compilation de remix dancefloor et hip-hop de leurs meilleures chansons.
La compilation a été publiée le 25 novembre 2008. Junior Sanchez, Benji, Joel et Josh Madden (frère aîné des 2 jumeaux précédents), et Good Charlotte sont les producteurs de l'album. On y retrouve des chansons des quatre albums de Good Charlotte et trois chansons inédites, "Anxiety", "Fight Song" et "War". Le 26 octobre 2008, Good Charlotte a affiché un medley des échantillons des titres de l'album sur leur page MySpace. Il s'agit du premier album de Good Charlotte à avoir un Autocollant Parental advisory avec Joel et Benji Madden se disant Explicit Lyrics. Cependant, il y a aussi une version propre. La pochette de l'album a une ressemblance frappante avec l'album Boys Noize, Oi Oi Oi ».

## Liste des pistes
| #  | Title                                                      | Featured guest(s)                    | Remixer              | Time |
| 1  | "Los Angeles World Wide"                                   |                                      |                      | 4:14 |
| 2  | "Anxiety"                                                  |                                      |                      | 3:30 |
| 3  | "Broken Hearts Parade"                                     | Tabi Bonney, Philieano               | Marshall Arts        | 3:49 |
| 4  | "Fight Song"                                               | The Game                             | Jay E                | 2:42 |
| 5  | "Keep Your Hands off My Girl"                              | Bubba Sparxxx, Jung Tru              | Dead Executives      | 3:41 |
| 6  | "I Just Wanna Live"                                        |                                      | Teddy Riley          | 3:02 |
| 7  | "The Anthem"                                               | Hollywood Holt                       | Million $ Mano       | 5:19 |
| 8  | "All Black"                                                | Mat Devine                           | The White Tie Affair | 3:39 |
| 9  | "Little Things"                                            |                                      | Patrick Stump        | 3:27 |
| 10 | "Dance Floor Anthem"                                       | Metro Station                        |                      | 4:04 |
| 11 | "Predictable"                                              | Rahzii Hi-Power, Stress the Whiteboy | Stress the Whiteboy  | 2:46 |
| 12 | "Girls & Boys"                                             |                                      | Ed Banger Allstars   | 2:39 |
| 13 | "The Young & the Hopeless"                                 |                                      | Mr. Hahn             | 4:45 |
| 14 | "Hold On"                                                  | William Beckett                      | The Academy Is...    | 4:05 |
| 15 | "Where Would We Be Now"                                    |                                      | Troublemaker         | 3:58 |
| 16 | "WAR" (Bonus deluxe version)                               |                                      |                      | 2:43 |
| 17 | "Misery"(Album Only) (Bonus deluxe version)                |                                      | Steve Aoki           | 4:32 |
| 18 | "The River" (Album Only) (Bonus deluxe version)            |                                      | Apoptygma Berzerk    | 3:37 |
| 19 | "Broken Hearts Parade" (Album Only) (Bonus deluxe version) | Prophit                              | Vanderbilt           | 3:52 |
| 20 | "Victims of Love" (Bonus deluxe version)                   |                                      | PBX                  | 3:36 |